# Agrilus lautuellus
Agrilus lautuellus är en skalbaggsart som beskrevs av Fisher 1928. Agrilus lautuellus ingår i släktet Agrilus och familjen praktbaggar. Inga underarter finns listade i Catalogue of Life.